# Lasioglossum tessaranotatum
Lasioglossum tessaranotatum är en biart som beskrevs av Ebmer 1998. Lasioglossum tessaranotatum ingår i släktet smalbin, och familjen vägbin. Inga underarter finns listade i Catalogue of Life.